# Victor Li
Victor Li Tzar-kuoi (mandarin: 李澤鉅, pinyin: Lǐ Zéjù), född 1 augusti 1964 i Hongkong, är en hongkongkinesisk affärsman.
Victor Li är son till affärsmannen och huvudägaren i CK Hutchison Holdings Li Ka-shing och Chong Yuet Ming samt bror till Richard Li (1966). Han utbildade sig på  St. Paul's Co-educational College i Hongkong och till ingenjör med en magisterexamen i byggnadsteknik från Stanford University i USA 1987.
I slutat av 2003 gjorde han ett försök att bli huvudägare till Air Canada, men drog sig tillbaka efter misshälligheter med flygbolagets ledning.
Han arbetade under en lång följd av år under sin far i familjeföretaget i Hongkong och i Kanada. Han är från 2018 ordförande i CK Hutchison Holdings, där han efterträdde sin far Li Ka Shing.
Han är gift med Wong Li Qiao och har fyra barn.